# The Embarcadero (San Francisco)

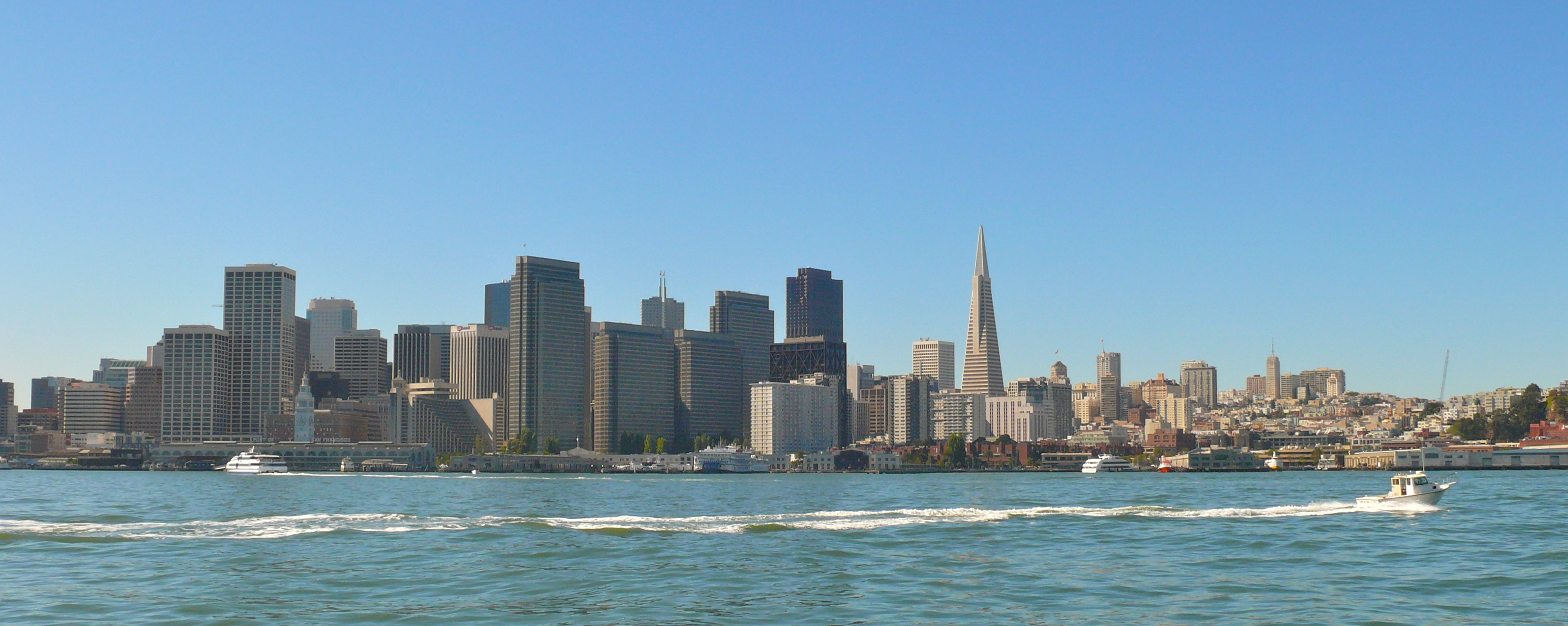
Blick von der Bucht in Richtung San Francisco, entlang dessen Küste The Embarcadero verläuft

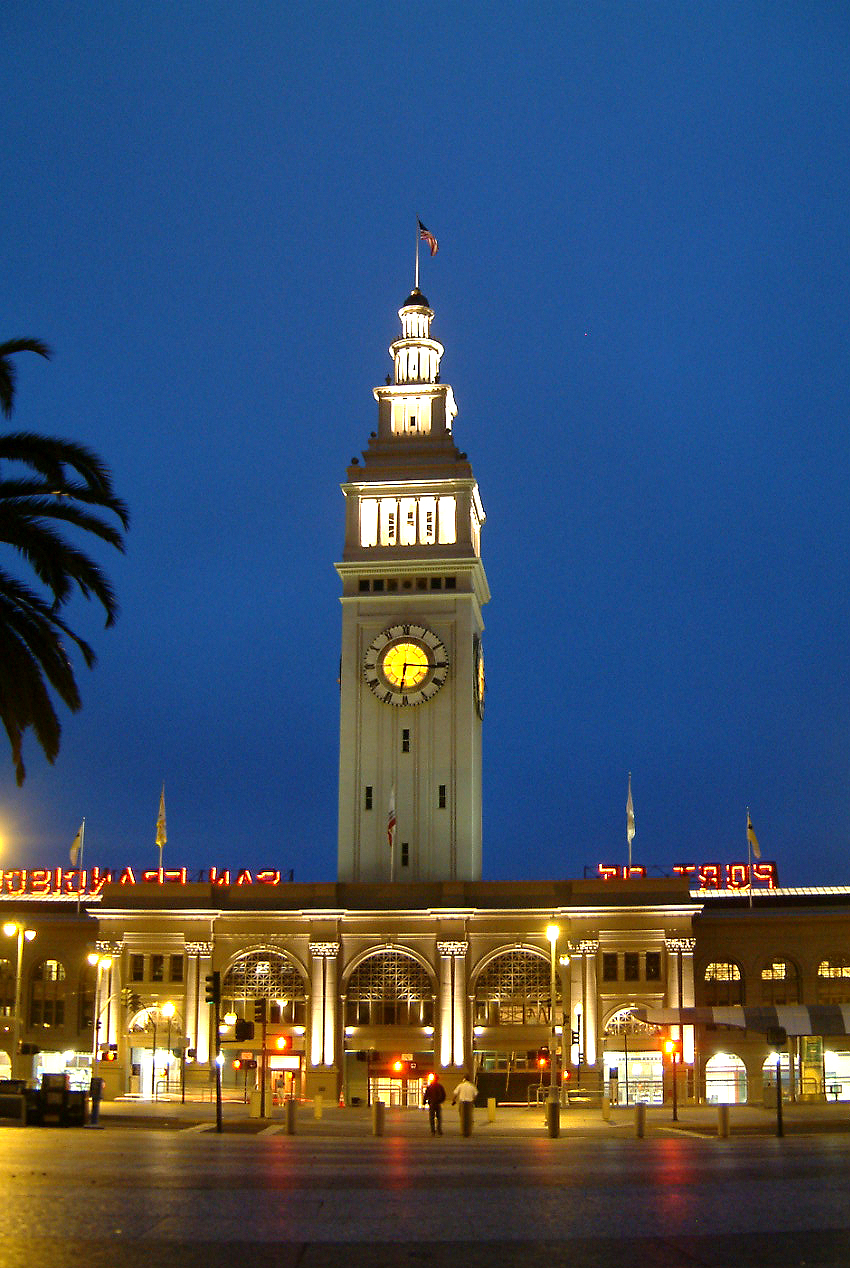
Das Ferry Building an The Embarcadero bei Market Street

The Embarcadero (spanisch für Landungsbrücke) ist die auf einem Damm an der Ostküste San Franciscos in Kalifornien vom Port of San Francisco entlang der San Francisco Bay verlaufende Straße. Sie wurde auf Land gebaut, das dem Meer abgewonnen wurde.

## Geschichte
San Franciscos Küstenlinie verlief ursprünglich südlich ins Landesinnere vom Clarke’s Point unterhalb von Telegraph Hill zur heutigen Montgomery Street und östlich nach Rincon Point und schloss eine Bucht namens Yerba Buena Cove ein. Als San Francisco wuchs, wurde die Bucht aufgefüllt. In den 1860ern wurde mit dem Bau eines großen, vorgelagerten Damms begonnen. Es dauerte über 50 Jahre, diesen zu errichten und das Watt aufzufüllen, um so das Land zu gewinnen, auf dem heute San Franciscos Financial District steht.
Anfang des zwanzigsten Jahrhunderts war der Hafen einer der größten Umschlagplätze der Welt, doch die Fertigstellung der Bay Bridge und der Golden Gate Bridge in den 1930ern führte zu einem starken Rückgang der Passagiere, und die Verlagerung des Güterverkehrs nach Oakland verstärkte den Niedergang zusätzlich.
Während des Zweiten Weltkriegs entwickelte sich der Küstenstreifen zu einem Logistikzentrum: Truppen, Ausrüstung und Verpflegung verließen den Hafen in Richtung Pazifik. Fast jeder Pier und jede Werft war an militärischen Aktivitäten beteiligt und unterstützte die Truppentransporter und Kriegsschiffe entlang The Embarcadero.
In den 1960ern wurde der Embarcadero Freeway gebaut. Er verbesserte die Erreichbarkeit der Bay Bridge mit dem Auto. 30 Jahre lang teilte der zweigeschössige Freeway die Küstenregion und das Ferry Building von Downtown San Francisco. Er wurde 1991 abgerissen, nachdem er in dem Loma-Prieta-Erdbeben 1989 teilweise eingestürzt war.
Umfangreiche Sanierungsmaßnahmen führten zum Bau eines von Palmen gesäumten Boulevards an gleicher Stelle, öffentliche Plätze und Parkanlagen wurden angelegt oder wiederhergestellt, und die Linien N Judah und T Third Street und F Market & Wharves der Muni wurden erweitert und führen nun entlang des Boulevards. Die Linien N und T verlaufen südlich von Market Street bis 4th und King Streets (beim AT&T Park und der Caltrain-Haltestelle), und die Linie F nördlich von Market Street bis Fisherman’s Wharf. Die Market Street Railway plant außerdem eine neue Linie ‘E’, die The Embarcadero hinauf, an den Kais vorbei, zum Aquatic Park führen soll.
Eine Skulptur, „Cupid’s Span“ von Claes Oldenburg und Coosje van Bruggen, wurde 2003 Bereich des Rincon Park aufgestellt. Die Statue ähnelt Amors Pfeil und Bogen und symbolisiert den Platz, wo Tony Bennett „sein Herz verloren hat“.

## Embarcadero Center
Das Embarcadero Center ist ein Business Center, bestehend aus sechs miteinander verbundenen, 30 bis 45 Stockwerke hohen Wolkenkratzern (vier Bürogebäude und zwei Hyatt-Hotels) und einem weiteren Bürogebäude auf einem rund 40.000 Quadratmeter großen Gelände im angrenzenden Financial District. Die von dem Architekten John C. Portman, Jr. entworfenen Gebäude wurden zwischen 1971 und 1989 fertiggestellt. In ihnen arbeiten heute rund 14.000 Menschen.
Ein Brunnen, der Vaillancourt Fountain, befindet sich am Justin Herman Plaza und Four Embarcadero Center, zwischen dem Ferry Building und dem Anfang der Market Street. Bis 2001 gab es einen Aussichtspunkt auf dem Embarcadero Center. Während der Winterferien sind die Ecken der Gebäude beleuchtet; sie sehen dadurch wie riesige Bücher in einem Regal aus.